# Fondation Womanity
La Fondation Womanity (plus couramment appelée « Womanity ») est une fondation privée indépendante fondée en 2005 par l’entrepreneur et philanthrope franco-suisse, Yann Borgstedt,,. Elle s’engage à aider les femmes et les filles à s’émanciper afin qu’elles puissent façonner leur avenir et accélérer le progrès au sein de leurs communautés.
Womanity collabore avec des entreprises, des entrepreneurs sociaux et des organisations de la société civile afin d’entraîner des impacts significatifs à travers l’innovation, la collaboration, la mise à l’échelle et la réplication de projets. Ces quatre domaines stratégiques ont été identifiées comme les mesures les plus efficaces afin d’accélérer l'autonomisation des filles et des femmes.

## Histoire
Lors de sa création en 2005, Womanity était connue sous le nom de The Smiling Children Foundation,,.
En 2001, la politique d’interdiction d’accès à l’éducation pour les filles mise en place par les Talibans ait été levée, et en 2007 Womanity a décidé d’intervenir en Afghanistan  avec une première collaboration avec l’école pour filles d’Al-Fatah à Kaboul et ce afin d’éliminer les obstacles rencontrés par les filles à l’éducation ainsi que pour améliorer leurs perspectives d'entrer sur le marché de l'emploi. En 2017 la fondation travaille avec plus de 13 écoles pour filles et 30 000 étudiantes.
À l’aide de financements privés, Womanity a pu étendre sa portée géographique, incluant ainsi l'Afghanistan, le Brésil, l'Inde, le Moyen-Orient et l'Afrique du Nord,,.
La Fondation Womanity a été classée à la 187e position du classement mondial des 500 premières ONG, classement réalisé par NGO advisor.

## Thèmes et Programmes
Le travail de la Fondation est majoritairement concentré autour de quatre domaines clés couverts par des programmes précis et multidimensionnels.

### Sécurité et bien-être
Afin de lutter contre les violences physiques et sexuelles à l’égard des femmes, le Womanity Award, lancé en 2014 en partenariat avec Accenture Development Partners, est attribué tous les deux ans à deux organisations ayant mis en place des solutions innovatrices et efficaces contre la violence sexiste,,.
En 2014, les lauréats furent Promundo et Abaad.
En 2016, le prix a été remis à Take Back the Tech! (espagnol : Dominemos la tecnología!) (espagnol: Dominemos la tecnología!), une campagne au Mexique créée par the Association for Progressive Communications (Afrique du Sud) ; ainsi qu’au programme télévisé Luchadoras (les femmes lutteuses) diffusée par La Sandía Digital. La campagne aborde le problème de la violence en ligne contre les femmes ; permet aux femmes de réagir de manière proactive aux abus en ligne ; revendique l'espace virtuel et influence de manière créative les politiques et les pratiques dans le but de créer un Internet sans violence.

### Éducation et formation professionnelle
En 2007 Womanity a lancé, son programme School in a Box à l'école Al-Fatah de Kaboul puis dans 12 écoles supplémentaires, dont les objectifs étaient de, non-seulement améliorer l'infrastructure, les ressources et l'enseignement mais aussi de s’attaquer aux obstacles culturels tel que le mariage précoce ou le manque de manque de personnel enseignant féminin,.
En avril 2016, Womanity a mis en place son programme Girls Can Code à Kaboul, en Afghanistan, dans deux des plus grandes écoles de la ville. Le programme de codage informatique et de mentorat comptait 40 étudiantes. Après une année seulement, 30 d’entre-elles ont émis le souhait de poursuivre des études universitaires,.
Le programme WomenChangeMakers soutient des entrepreneurs sociaux ayant mis en place des projets remarquables, capables de créer un avancement positif pour les femmes.

### Donner une voix aux femmes
En 2009, Womanity, Maysoun Odeh et Yann Borgstedt ont lancé la première station radio commerciale du Moyen-Orient destinée aux femmes : Radio Nisaa FM. La station, gérée par des femmes, vise à mettre en avant les préoccupations ainsi que les problèmes des femmes dans un environnement où les médias sont fortement dominés par les hommes. Le contenu n’est pas axé sur le féminisme mais sur la compréhension et la diffusion de bulletins d’information, sur des discussions interactives ainsi que sur la musique et des rapports d'enquête sur des thèmes d’actualité Seulement cinq ans après son lancement, Radio Nisaa est devenue la cinquième plus importante station de radio en termes de part d'audience au Moyen-Orient.
Womanity a aussi créé Nisaa Network afin de coordonner les efforts visant à changer les perceptions régionales autour des femmes et leurs liens avec les médias, en langue arabe et anglaise.
En 2013, Womanity a créé la série radiophonique arabe Be 100 Ragl (Worth 100 Men) mettant en scène une jeune journaliste radio défiant les préjugés. Mona Zaki a prêté sa voix pour le rôle principal et la chanson-thème de la première saison, interprétée par Nancy Ajram,,.